# Urd (1981)
Urd (ранее Aktiv Marine (1990—1991), Boyana (1988—1990), Seafreight Highway (1987—1988), построен как Easy Rider (1981—1987) Olympia (1986—1993)) — паром Ro-pax компании Scandlines на линии Лиепая — Травемюнде, построенный на верфи Nouvi Cantieri Aquania S.p.A. в Марина ди Каррара в Италии в 1981 году. Его судном-близнецом является построенный в 1982 году паром Lucky Rider.

## История

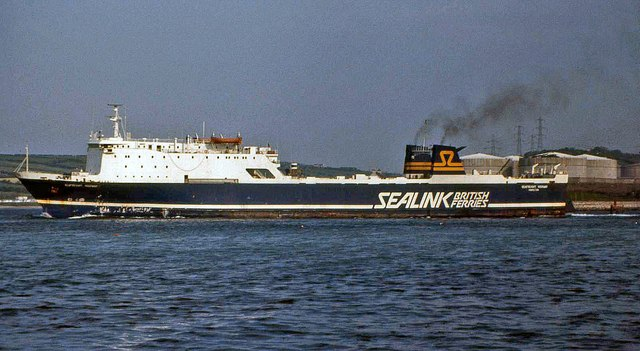
Seafreight Highway 22 мая 1988 года

Судно под заводским номером 2119 было спущено на воду на итальянской верфи Nouvi Cantieri Aquania в Марина ди Каррара (Италия) 12 июля 1980 года и под названием Easy Rider 14 мая 1981 года передано греческой компании Castello Hellas Shipping Co. Паром сразу же был зафрахтован для двух рейсов компанией Siosa Line по маршруту Генуя — Лагос, в 1982 году судно работало на линии Роттердам — Кингстон-апон-Халл и осуществляло паромное сообщение между портами Копер — Патры. В 1983 году судно было арестовано из-за неоплаченных счетов, а в 1985 году было продано компании Sealink UK Line и зарегистрировано в порту Гамильтон на Бермудах. 3 апреля 1987 года судно получило название Seafreight Highway и было отправлено в Марсель на модернизацию. В 1988 году судно было продано болгарской компании из Бургаса So Mejduneroden Automobile Transport (S.M.A.T.) и переименовано в Boyana. В 1990 году судно было продано и перепродано несколько раз и 30 ноября 1990 года продано датской компании Blaesbjerg Marine AS из Копенгагена и переименовано в Aktiv Marine. В 1991 году судно было зафрахтовано компанией DSB Färjedivision из Орхуса, переименовано в Urd и поставлено на линию Орхус — Калуннборг. С сентября 1997 года судно находится в составе флота немецко-датской компании Scandlines (Копенгаген) и эксплуатировалось после глубокой модернизации и замены двигателей под датским флагом с портом приписки Калуннборг на линиях:
- Århus — Åbenrå — Klaipeda (1999);
- Rostock — Liepaja (2001);
- Rostock — Ventspils (2005);
- Århus — Åbenrå — Klaipeda и Ventspils — Nynäshamn/ Ventspils — Karlshamn (2006);
- Travemünde — Ventspils (2010)
- Travemünde — Liepaja (2012)

До октября 2023 года возило грузы и людей между шведским городом Нюнесхамн и финляндским Ханко. Весной 2024 года Stena Line (Stena Rederi A/S) продала судно черноморской паромной компании Sea Lines.

## Происшествия
3 мая 2012 года в 18:15 часов, во время посадки пассажиров на борт, на севере Германии в порту Травемюнде возвращавшийся из Швеции немецкий паром Nils Holgersson, на борту которого находилось 63 пассажира, протаранил носом левый борт парома Urd в 30 метрах от пассажирских кают. В образовавшуюся ниже ватерлинии пробоину размеров примерно 2 на 3 метра хлынула вода, в результате чего носовая часть судна осела на грунт. Рейсы парома были отменены до 19 мая 2012 года.